# 无质量粒子
在粒子物理学中，无质量粒子是一种不变质量为零的基本粒子。已知的无质量粒子都是规范玻色子：光子和胶子。然而作为自由粒子，胶子（强相互作用力的载体）从来没有被直接观测到，这是由于它们被限制在强子之中。只有光子以實驗方式證明是無質量，胶子只被證實是存在的。此外，重力子在理論上是無質量，被目前未知是否真正存在。
中微子最初也被认为是无质量粒子。然而，由于中微子在行进的时候会改变它们的味(flavor)，所以至少两种类型的中微子有质量。这一现象被称为中微子振荡。也由于这一发现，加拿大科学家阿瑟·麦克唐纳和日本科学家梶田隆章共同分享了2015年的诺贝尔物理学奖。